# Winkel
Winkel es una comuna suiza del cantón de Zúrich, situada en el distrito de Bülach. Limita al norte con la comuna de Bachenbülach, al noreste con Bülach, al este con Embrach y Lufingen, al sur con Kloten, y al oeste con Rümlang y Oberglatt.